# Mollicia tyloda
Mollicia tyloda är en kräftdjursart som först beskrevs av G. W. Müller 1906.  Mollicia tyloda ingår i släktet Mollicia och familjen Halocyprididae. Inga underarter finns listade i Catalogue of Life.